# Johann Mühlegg
Johann Mühlegg, né le 8 novembre 1970 à Marktoberdorf en Allemagne, est un skieur de fond allemand devenu espagnol par la suite.
Il devient l'un des meilleurs fondeurs à la fin des années 1990 et début 2000, remportant notamment deux médailles aux Championnats du monde en 2001, le classement général de la Coupe du monde en 2000 et obtient la consécration lors des Jeux olympiques de 2002 avec trois titres, toutefois un contrôle positif à l'issue de l'une des épreuves olympiques à un produit dopant annule ses trois titres. Il se retire alors définitivement du sport.

## Biographie
Il fait ses débuts sur la scène internationale sous les couleurs de son pays d'origine, l'Allemagne. Il participe ainsi aux Jeux olympiques d'hiver de 1992, 1994 et 1998. Mais en froid avec sa fédération depuis 1993 (il y est exclu en 1993 puis en 1998 pour ses excentricités et son manque d'esprit collectif), il profite de ses bonnes relations avec l'équipe de ski de fond espagnole pour demander et obtenir la nationalité espagnole. Il remporte une première fois la Transjurassienne en 1995 en tant qu'allemand. Lors de sa seconde exclusion en 1998, ses entraîneurs allemands le qualifient de « cancer ».
Sous ses nouvelles couleurs, il remporte sa première victoire en Coupe du monde en décembre 1999 à Sappada lors d'un 15 km classique puis gagne le classement général à l'issue de la saison, il ajoute également deux victoires à la Transjurassienne en 1999 et 2000. Puis en 2001, il obtient enfin deux médailles lors des mondiaux de Lahti.
La consécration semble arrivée avec les Jeux olympiques d'hiver de 2002 de Salt Lake City. Il remporte le 30 km libre puis le 10 km poursuite. Il finit de nouveau premier lors du 50 km classique mais il est disqualifié pour un contrôle positif à la darbépoetine, qui permet d'augmenter le nombre de globules rouge dans le sang. Cette substance ne figure pas à l'époque sur les listes des produits interdits du CIO.
Pour cette raison, ses deux précédents titres ne lui sont initialement pas retirés. Puis en décembre 2003, le Tribunal Arbitral du Sport décide que les deux autres médailles doivent également lui être retirées.
Après son contrôle positif, il se retire du sport, s'installe à Natal au Brésil et travaille désormais dans une entreprise de promotion immobilière, ne désirant plus se retourner sur son passé sportif.

## Palmarès
- Championnats du monde de ski nordique
  - Championnats du monde 2001 à Lahti
    -  Médaille d'or sur 50 km libre
    -  Médaille d'argent sur 20 km poursuite

- Vainqueur de la Coupe du monde en 2000
- 7 victoires individuelles en Coupe du monde

- Vainqueur de la Transjurassienne à 3 reprises (ce qui constitue pour cette épreuve, le record du nombre de victoires par un seul homme) : 1995 (sous nationalité allemande), 1999 et 2000 (sous nationalité espagnole)